# 白蛇伝〜転生の妖魔
『白蛇伝〜転生の妖魔』（はくじゃでん てんせいのようま、簡体字中国語: 白蛇后传）は、2010年1月に放送された中国のテレビドラマ。中国古代の四大民間伝説『白蛇伝』の後日談を描いたオリジナルストーリーである。全30話。
日本では2013年6月7日にDVDレンタル開始。7月26日に日本語の字幕が入っている10枚組のDVD-BOXで発売された。

## キャスト
- 鮑仁（ほう・じん） - チウ・シンジー（邱心志）
- 小青（しょうせい） / 銭青青（せん・せいせい） - フー・ミャオ（傅淼）
- 尹双双（いん・そうそう） - リウ・シーシー（劉詩詩）
- 厳豊（げん・ほう） / 厳忠書（げん・ちゅうしょ） - チー・シュアイ（遅帥）
- 大龍女（だいりゅうじょ） - ジョン・ミン（鄭敏）
- 茶神（さじん） - リウ・チャンシェン（劉長生）
- 済公（さいこう） - ルー・リャン（呂涼）
- 法海（ほうかい） - シー・ジァオチー（石兆琪）
- 白素貞（はく・そてい） - ワン・ハオ（王豪）

## スタッフ
- 監督：リウ・イージー（劉一志）
- 脚本：リャン・シンユエ（梁馨月）、シェン・イエン（盛艶）
- 撮影：ジャン・イーシュイ（張譯水）、ハン・ドン（韓冬）
- 美術：ジュ・シャオユー（鞠暁瑜）
- 衣装デザイン：シン・ジア（邢佳）
- 編集：スー・ティエンエン（蘇天恩）
- 音楽：マー・ジュン（馬駿）
- 武術指導：ドゥー・シウビン（杜修斌）